# Bitwa pod Adrianopolem (1205)
Bitwa pod Adrianopolem – starcie zbrojne, które miało miejsce dnia 14 kwietnia 1205 r. w trakcie wojny Bułgarów z Cesarstwem Łacińskim. 
W roku 1204 rządy w Bizancjum sprawowali Łacinnicy. W wyniku brutalnego obchodzenia się z miejscową ludnością, gwałtów i rabunków szybko doszło do wybuchu niezadowolenia. W roku 1205, gdy wojska łacinników skierowały się do Azji Mniejszej oraz na Peloponez, mieszkańcy Tracji wzniecili bunt mordując żołnierzy garnizonów łacińskich. Mieszkańcy miast bizantyńskich poprosili także o pomoc cara bułgarskiego Kalojana, obiecując mu koronę bizantyńską. 
Bułgarzy rozpoczęli ofensywę, wycinając załogę łacińską w Didymotichon, a następnie wkraczając do Adrianopola. Po uzyskaniu informacji o zajęciu miasta, cesarz łaciński Baldwin I powrócił ze swoim wojskiem pod Adrianopol, rozpoczynając jego oblężenie. Naprzeciwko siłom łacińskim wyruszyły wojska bułgarskie Kalojana, wspomagane przez Kumanów. 
Dnia 14 kwietnia oddziały Kumanów zaatakowały obóz łacinników, pozorując ucieczkę. Ścigający ich rycerze hrabiego Ludwika de Blois wpadli w zasadzkę i zostali rozbici. Zginęło ponad 300 łacinników, w tym hrabia de Blois, cesarz Baldwin dostał się do niewoli. Według niepotwierdzonej relacji cesarz zmarł po 3 dniach wrzucony w kajdanach do grobu. Pozostali przy życiu łacinnicy uciekli w kierunku morza.  